# آلفای جنسن
در زمینه مالی، آلفای جنسن (شاخص عملکرد جنسن یا به اعتبار گذشته آلفا) به منظور تعیین بازده غیرعادی بالاتر از بازده مورد انتظار نظری یک ورقه بهادار یا پرتفویی از اوراق بهاداراستفاده می‌شود. اوراق بهادار می‌تواند هر دارایی مثل سهام، اوراق قرضه یا اوراق مشتقه باشد. بازده تئوریک توسط یک مدل بازار، اغلب مدل قیمت‌گذاری دارایی‌های سرمایه‌ای (CAPM) پیش‌بینی می‌شود. مدل بازار از روش‌های آماری به منظور پیش‌بینی مناسب بازده تعدیل شده با ریسک یک دارایی استفاده می‌کند. برای نمونه CAPM از بتا به عنوان یک ضریب استفاده می‌کند.

## تاریخچه
آلفای جنسن اولین بار در سال ۱۹۶۸ توسط مایکل جنسن به عنوان معیاری برای ارزیابی مدیران صندوق‌های سرمایه‌گذاری مشترک مورد استفاده قرار گرفت. در CAPM فرض بر این است که بازده، «تعدیل شده با ریسک» می‌باشد؛ بدین معنی که ریسک مرتبط با آن دارایی را در نظر می‌گیرد.
مفهمومی وجود دارد مبنی بر این که دارایی ریسکی‌تر باید بازده مورد انتظار بالاتری نسبت به دارایی کم ریسک‌تر داشته باشد. اگر بازده یک دارایی بالاتر از بازده تعدیل شده با ریسک آن دارایی باشد، گفته می‌شود آن دارایی «آلفای مثبت» یا «بازده غیرعادی» دارد. سرمایه‌گذاران دائماً در جستجوی سرمایه‌گذاری‌هایی با آلفای بالاتر هستند.

## روش محاسبه
در چارچوب CAPM، ورودی‌های زیر برای محاسبه آلفا مورد نیاز است:
- بازده تحقق یافته (پرتفلیو)
- بازده بازار
- نرخ بازده بدون ریسک و
- بتای پرتفلیو

آلفای جنسن= بازده پرتفلیو – 〔نرخ بازده بدون ریسک + بتای پرتفلیو * (نرخ بازده بازار- نرخ بازده بدون ریسک)〕
{\displaystyle \alpha _{J}=R_{i}-[R_{f}+\beta _{iM}\cdot (R_{M}-R_{f})]}
راه دیگر درک تعریف می‌تواند از بازنویسی آن بدست آید زمانی که:
{\displaystyle \alpha _{J}=(R_{i}-R_{f})-\beta _{iM}\cdot (R_{M}-R_{f})}
اگر ما مازاد بازده صندوق از بازده بدون ریسک را به عنوان {\displaystyle \Delta _{R}\equiv (R_{i}-R_{f})} و {\displaystyle \Delta _{M}\equiv (R_{M}-R_{f})} معرفی کنیم سپس آلفای جنسن را می‌توان به صورت زیر بیان کرد:
{\displaystyle \alpha _{J}=\Delta _{R}-\beta _{iM}\Delta _{M}}

## استفاده کمی در زمینه مالی
آلفای جنسن آماره‌ای است که معمولاً در امورمالی تجربی به منظور ارزیابی بازده نهایی یک سهم در مواجهه با استراتژی معین مورد استفاده قرارمی گیرد. در تعمیم مفهوم بالا به محیط چند عاملی، آلفای جنسن یک اندازه‌گیری از بازده نهایی مرتبط با یک استراتژی اضافی است که باعامل‌های موجود توضیح داده نشده‌است.
اگر ما بازده مازاد بازار را به عنوان تنها عامل در نظر بگیریم، آلفا رو از CAPM بدست می‌آوریم. اگر ما عامل‌های فاما-فرنچ رو اضافه کنیم آلفای ۳ عامل و بیشتر را بدست می‌آوریم. اگر آلفای جنسن معنی دار و مثبت باشد، پس استراتژی درنظرگرفته شده دارای سابقه‌ای است درتولید بازده‌های بالاتر از آنچه که براساس عوامل دیگر به تنهایی انتظار می‌رود. برای مثال، در مورد ۳ عامل، ما ممکن است حرکت عامل بازده‌ها را بر روی ۳ عامل بازده‌ها پس بگیریم به منظور اینکه یک صرف قابل توجهی در بالای اندازه، ارزش و بازده بازار پیدا کنیم.